# Бергандер, Рудольф
Рудольф Берга́ндер (нем. Rudolf Bergander; 22 мая 1909[…], Майсен, Королевство Саксония — 10 апреля 1970[…], Дрезден) ― немецкий живописец, педагог, профессор. Ректор Высшей школы изобразительных искусств Дрездена (1952―1958; 1964―1965). Академик Академии искусств ГДР (1961). Герой Труда ГДР (1969). Лауреат Национальной премии ГДР (1956). Член СЕПГ с 1946 года.

## Биография
Рудольф Бергандер получил диплом художника по фарфору в 1923 году и работал на государственной фарфоровой мануфактуре в Мейсене. С 1928 по 1932 год он учился в Дрезденской академии изящных искусств у Рихарда Мюллера и Отто Дикса. В 1928 году он вступил в КПГ, а в 1929 году стал членом Ассоциации революционных художников. С 1933 по 1940 год он жил как свободный художник в Майсене. В 1940 году он вступил в НСДАП. Известно, что к 1945 году он служил картографом в Вермахте.

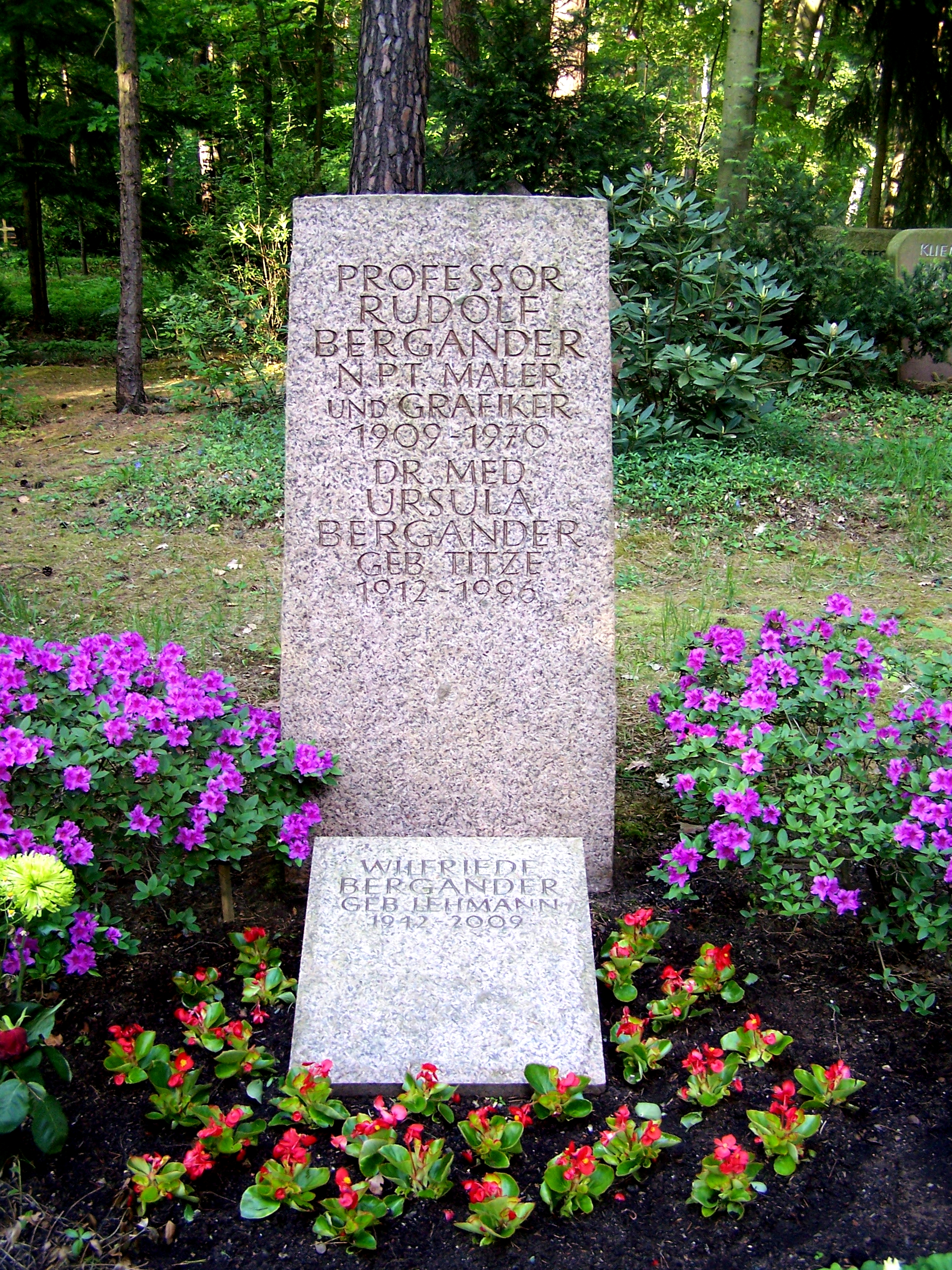
Могила Рудольфа Бергандера на дрезденском кладбище Хайдефридхоф

После войны, в 1946 году Бергандер вступил в Социалистическую единую партию Германии. В 1947 году он стал участником дрезденской группы художников «Das Ufer» («Берег»). Работал независимо, пока в 1949 году не стал преподавателем живописи в Академии художеств ГДР. В 1951 году он стал профессором и в том же году предпринял учебную поездку в Болгарию. С 1955 по 1956 год учился в Италии и выступал со своими работами. В 1956 году был удостоен Национальной премии Германской Демократической Республики за свои реалистические произведения. В 1957 году у него состоялась выездная выставка в Немецкой академии художеств в Берлине.
С 1952 по 1958 и с 1964 по 1965 год Бергандер был ректором Дрезденской академии художеств. С 1961 года он также был членом и бессменным секретарём отдела изящных искусств Немецкой академии художеств. В 1962 году он был награждён Орденом «За заслуги перед Отечеством» за выдающиеся достижения в области культуры. В 1964 году награждён орденом «Знамя Труда».
Бергандер умер в 1970 году и похоронен на кладбище Хайде в Дрездене.